# Barringtonia novae-hiberniae
Barringtonia novae-hiberniae är en tvåhjärtbladig växtart som beskrevs av Carl Karl Adolf Georg Lauterbach. Barringtonia novae-hiberniae ingår i släktet Barringtonia och familjen Lecythidaceae. Inga underarter finns listade i Catalogue of Life.